# Softeq
Softeq Development Corporation — це американська компанія з програмування низького рівня (драйвери, прошивки), апаратного забезпечення та програмних додатків для вебмереж, ПК та мобільного.

## Історія
Компанія була заснована Крістофером А. Говардом у Х'юстоні, штат Техас, Сполучені Штати, у 1997 році. Назва "Softeq" спочатку була призначена для "технічного програмного забезпечення", яке раніше було основним продуктом діяльності компанії. У 2008 році було відкрито філію в Мінську, Білорусі, яка стала центром розвитку, і зараз має 300 працівників. Softeq Development є резидентом Білоруського парку високих технологій.
У 2018 році було придбано NearShore Solutions GmbH, розташовану у Мюнхені, Німеччина.

## Партнерства
Softeq є Gold Application Development Partner корпорації Microsoft, уповноваженим консультаційним партнером Xamarin та офіційним членом програми MFI Apple Inc.

## Експертиза флешпам'яті
Мінський офіс SofTeq був локусом дослідження та розвитку флешпам'яті NAND для SanDisk протягом семи років.
Відділ розробки програмного забезпечення компанії був партнером другого за величиною виробника флешпам'яті SK Hynix. У 2014 році було створено Softeq Flash Solutions LLC.